# Bříství
Bříství là một làng thuộc huyện Nymburk, vùng Středočeský, Cộng hòa Séc.